# Roy Lewis
Roy Lewis (Felixstowe, 6 de Novembro de 1913 – Londres, 9 de outubro de 1996) foi um jornalista, economista e escritor inglês, notório por ser o autor do livro best-seller Por que Almocei meu Pai. Como jornalista, Lewis escreveu por muitos anos para o The Times e o The Economist.